# Лебедев, Николай Игоревич
Никола́й И́горевич Ле́бедев (род. 16 ноября 1966, Кишинёв, СССР) — российский кинорежиссёр и сценарист. Президент Гильдии кинорежиссёров России (с 2021 года).
Лауреат двух Государственных премий РФ (2002, 2014).

## Биография
Отец — Игорь Николаевич Лебедев, офицер-пограничник; затем — инженер, начальник цеха на заводе «Электроточприбор» НПО «Волна» в г. Кишинёве. Происходит из семьи потомственных врачей (его предки проживали в Рязанской губернии, в г. Спасск и являлись почётными гражданами города; имя Николай передавалось по наследству: так, дед, дядя, прадед, прапрадед Николая Лебедева носили имя Николай Николаевич Лебедев). Мать — Елена Алексеевна Лебедева, экономист, происходит из семьи донских казаков.
С детства хотел стать кинорежиссёром. Свой первый фильм снял в 10 лет на кинокамеру, одолженную отцом у приятеля. Убедившись, что сын всерьёз увлечён кино, родители подарили ему восьмимиллиметровую камеру «Ломо».
Учился в Кишиневском университете на факультете журналистики (во время учёбы работал штатным сотрудником в молодёжной прессе в качестве журналиста и заместителя ответственного секретаря и на Молдавском телевидении как автор и ведущий молодёжных программ, а также программ о кино), а затем перевёлся на факультет журналистики в МГУ им. Ломоносова, который окончил в 1991 году. В 1993 году окончил сценарно-киноведческий факультет ВГИКа им. Герасимова (мастерская В. Утилова). Дипломную работу снимал по Хичкоку.
В 1995—1996 годах был режиссёром и сценаристом детской телепрограммы «Улица Сезам» (НТВ, ОРТ).
В 2018 году стал куратором режиссёрского курса в Высшей школе кино «Арка» при Высшей школе экономики.
Член Союза кинематографистов России, с 2021 года — президент гильдии кинорежиссёров России.

## Семья
Жена (с 1990 года) — Ирина Лебедева, экономист, работала в кинопроизводстве. Падчерица — Светлана; внучка — Анастасия снялась в двух фильмах Н. Лебедева («Волкодав» и «Легенда №17»).

## Фильмография

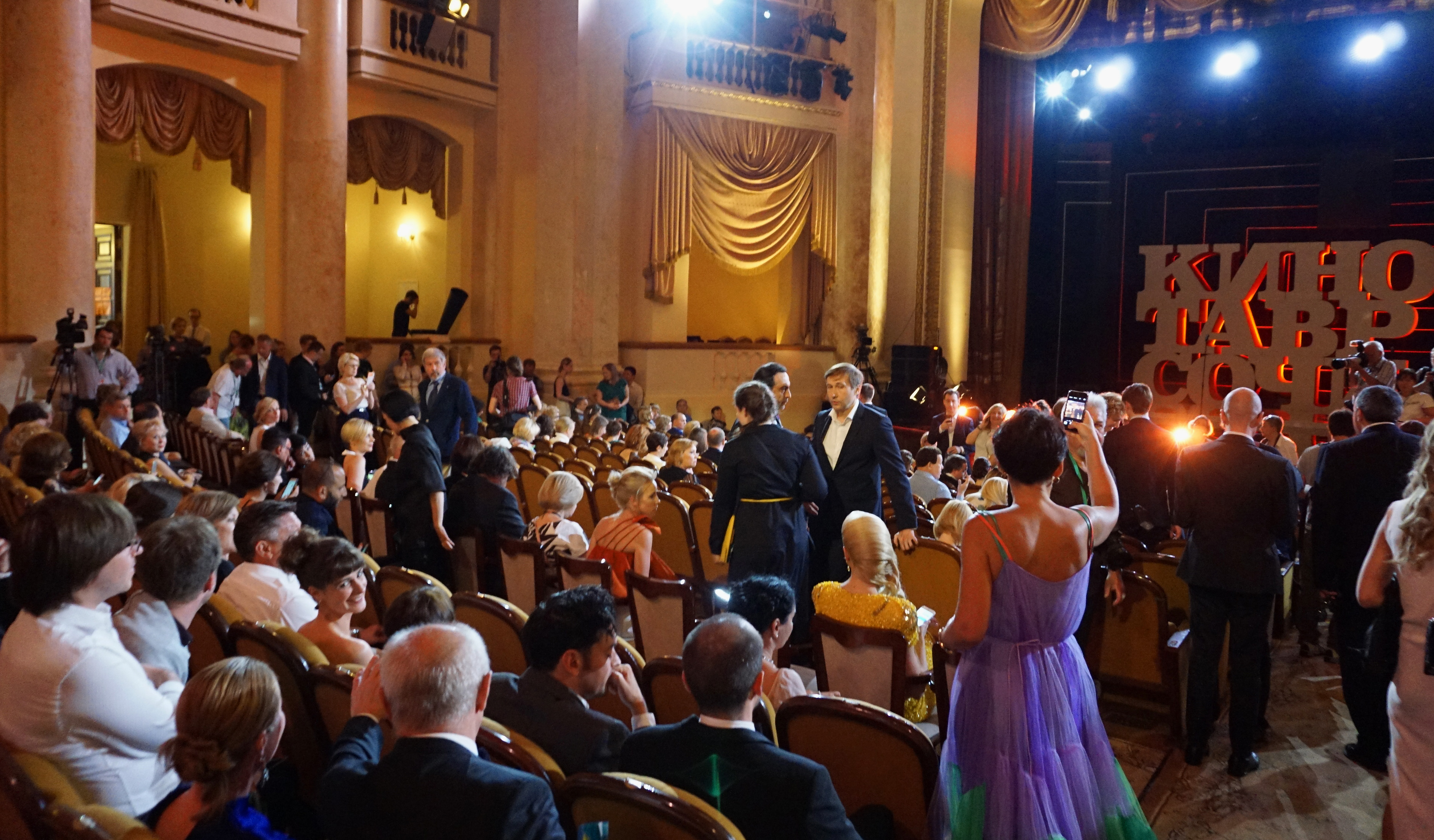
27 Кинотавр. Сочи, 2016 год.

### Режиссёрские работы
- 1991 — Ночлег. Пятница
- 1997 — Змеиный источник
- 1999 — Поклонник
- 2002 — Звезда
- 2004 — Изгнанник (Россия — США)
- 2006 — Волкодав из рода Серых Псов
- 2007 — Апостол (совместно с Г. Сидоровым и Ю. Морозом) (в титрах не указан)
- 2009 — Фонограмма страсти
- 2013 — Легенда № 17
- 2016 — Экипаж
- 2023 — Нюрнберг
- 2025 — Кракен

### Сценарные работы
- 1997 — Змеиный источник
- 1999 — Поклонник
- 2002 — Звезда (совместно с Е. Григорьевым, при участии А. Бородянского)
- 2006 — Волкодав из рода Серых Псов
- 2009 — Фонограмма страсти (совместно с Л. Порохнёй)
- 2013 — Легенда № 17 (участие)
- 2016 — Экипаж (совместно с Н. Куликовым)
- 2023 — Нюрнберг
- 2025 — Кракен (участие)

### Актёр
- 2016 — Экипаж — инструктор учебного лётного центра (нет в титрах)
- 2013 — Легенда № 17 — канадский ведущий пресс-конференции

## Награды

### Государственные
- Государственная премия Российской Федерации (2003) — за фильм «Звезда» (2002)[4]
- Государственная премия Российской Федерации (2014) — за фильм «Легенда № 17» (2013)[5]

### Кинематографические
- Премия «Золотой Овен-98» за фильм «Змеиный источник». Номинация за лучший кинодебют года (1997)
- Приз жюри дистрибьюторов за фильм «Поклонник» «За высокое профессиональное мастерство и потенциальные зрительские возможности» (Киношок-1999)
- Национальная премия «Блокбастер» — за лучший фильм в категории видеопродаж, за лучший фильм в категории видеопроката за фильм «Звезда». (2002)
- Золотая премия (GOLD REMI) на международном фестивале WorldFest-Houston Film Festival за фильм «Звезда» (2002)
- Гран-при «Золотой факел» на Международном кинофестивале в г. Пхеньян за фильм «Звезда» (2002)
- Гран-при фестиваля русского кино во Франции (г. Онфлер) за фильм «Звезда» (2002)
- Гран-при Шведского фестиваля российского кино КиноРюрик за фильм «Звезда» (2002)
- Гран-при фестиваля русского кино в г. Ницца (Франция) за фильм «Звезда» (2002)
- Большой приз жюри и Приз зрительских симпатий на фестивале «Литература и кино» в Гатчине за фильм «Звезда» (2002)
- Приз зрительских симпатий «Выборгский счёт» на фестивале «Окно в Европу» за фильм «Звезда» (2002)
- Номинация на премию «Золотой орёл» в категории «Лучшая режиссёрская работа» за фильм «Звезда» (2003)
- Приз за самый кассовый российский фильм года на кинофестивале «Окно в Европу» за фильм «Волкодав из рода Серых псов» (2007)
- Шесть номинаций MTV Awards (2007), включая номинацию «Лучший фильм года» за фильм «Волкодав из рода Серых псов» (2007)
- Номинация в категории «Лучший телевизионный фильм» («Золотой Орёл») за фильм «Апостол» (2007)
- Номинация на премию «ТЭФИ» в категории «Лучший фильм года» за фильм «Апостол» (2007)
- Специальный приз за лучший продюсерский дебют — премия «Снято!» за фильм «Фонограмма страсти» (2010)
- Приз прессы на международном кинофестивале «Синемарина» за фильм «Фонограмма страсти». (2010)
- Приз зрительских симпатий — Открытый российский кинофестиваль «Кинотавр» за фильм «Легенда № 17». (2013)
- Приз режиссёру за лучший актёрский состав — ХХ Международный фестиваль актёров кино «Созвездие» за фильм «Легенда № 17». (2013)
- Премия Russian Internet Movie Award RIMA: Лучший фильм года за фильм «Легенда № 17». (2013)
- Номинация на премию «Золотой орёл» в категории «Лучшая режиссёрская работа» за фильм «Легенда № 17» (2014)
- Премия KinoNews 2014: Лучший российский фильм года, лучший российский режиссёр за фильм «Легенда № 17». (2014)
- Номинация на премию «Золотой орёл» в категории «Лучшая режиссёрская работа» за фильм «Экипаж» (2017)[6]
- Гран-при Международного фестиваля военного кино имени Ю. Н. Озерова за фильм «Нюрнберг» (2023)[7]

## Нереализованные проекты
По словам Николая Лебедева сценарий, раскадровки и режиссёрские экспликации фильма «Мастер и Маргарита» были полностью готовы ещё в марте 2018, тогда датой выхода назывался 2021 год. Однако, в октябре 2019 года он сообщил, что проект ещё только формируется, и к подготовительной фазе съёмок можно будет приступать через год в лучшем случае.
Сначала не смогли полностью решить вопросы финансирования фильма, затем обстоятельства сменились из-за пандемии коронавируса, и Лебедев перешёл на фильм «Нюрнберг», а новым режиссёром картины был назначен Михаил Локшин, ранее работавший над фильмом «Серебряные коньки». Название фильма сменилось на «Воланд», но затем фильму вернули изначальное название.